# 無常 (映画)
『無常』（むじょう）は1970年の日本映画。実相寺昭雄監督の長編映画第1作。R18指定。
第23回ロカルノ国際映画祭では金豹賞を受賞した。

## スタッフ
- 企画 - 葛井欣士郎、淡豊昭
- 脚本 - 石堂淑朗
- 音楽 - 冬木透
- 製作 - 淡豊昭、実相寺昭雄
- 撮影 - 稲垣涌三、中堀正夫、大根田和美
- 照明 - 佐野武治、林三男、加藤慶一
- スチール - 立木三朗
- 美術 - 池谷仙克、大沢哲三
- 装飾 - 畠山勝信、猪瀬雅久
- 録音 - 豊島司郎、鈴木章平、泉田正雄、広瀬浩一
- 音響効果 - 小森護雄
- 編集 - 柳川義博
- 移動効果 - 平鍋功、小笠原亀、石蔵進
- 衣裳 - 出村公子
- 記録 - 水平富喜子
- 進行 - 舞谷繁
- デスク - 吉井美那子
- 助監督 - 大木淳、山本正孝、佐藤静夫、谷沢雅俊
- 製作協力 - コダイ・グループ、OFFICE・クマイ
- 配給 - 株式会社日本アート・シアター・ギルド
- 監督 - 実相寺昭雄

## 主題歌
- 作詞 - 川崎高
- 作曲 - 冬木透
- 唄 - 司美智子

## 出演
- 日野正夫 - 田村亮
- 日野百合 - 司美智子
- 森康弘 - 佐々木功
- 森令子 - 田中三津子
- 岩下 - 花ノ本寿
- 荻野 - 岡村春彦
- 日野亨吉 - 山村弘三
- お種 - 河東けい
- 老婆 - 菅井きん
- 娼婦 - 集三枝子
- ヤクザ - 寺田農
- 野武士 - 小林昭二
- 森康高 - 岡田英次

## 受賞歴
- 第23回ロカルノ国際映画祭 金豹賞[2]
- 第44回キネマ旬報ベスト・テン日本映画第6位[4]